# Megaentalina cornucopiae
Megaentalina cornucopiae is een Scaphopodasoort, de plaats in een familie is nog onzeker. De wetenschappelijke naam van de soort is voor het eerst geldig gepubliceerd in 1906 door Boissevain.